# Wereldkampioenschappen bobsleeën 2021
De IBSF wereldkampioenschappen bobsleeën 2021 (officieel: BMW IBSF Bob- und Skeleton-Weltmeisterschaften 2021 presented by IDEAL Versicherung) werden gehouden van 5 tot en met 14 februari in Altenberg, Duitsland. Tegelijkertijd werden de wereldkampioenschappen skeleton afgewerkt.

## Algemeen
Er stonden vier onderdelen op het programma, de traditionele onderdelen tweemansbob bij de mannen en vrouwen, de viermansbob bij de mannen en voor het eerst de monobob bij de vrouwen. 
Bij de mannen namen 25 tweemansbobs uit veertien landen deel waarbij 53 mannen in actie kwamen -Australië, Roemenië en Zuid-Korea kwamen elk met een man extra uit- en 24 viermansbobs uit dertien landen waarbij 97 mannen in actie kwamen -Zwitserland kwam met een man extra uit-. Bij de vrouwen namen 20 tweemansbobs deel uit elf landen deel waarbij 41 vrouwen in actie kwamen -hierbij kwam een Zwitserse bob met een extra vrouw uit-. In de monobob kwamen 23 bobs uit veertien landen uit.
Tweemansbob mannen
In de tweemansbob behaalde de Duitse piloot Francesco Friedrich zijn zevende opeenvolgende wereldtitel welke hij samen met Jannis Bäcker, Thorsten Margis (5x) en Alexander Schüller  behaalde. Hij evenaarde hiermee het aantal dat de recordtitelhouder, de Italiaan Eugenio Monti, tussen 1957-1966 behaalde. Voor Duitsland was het de 18e wereltitel (exclusief BRD en DDR, beide 4x). Zijn landgenoot Johannes Lochner behaalde net als in 2015, 2016 en 2020 de zilveren medaille, in 2017 werd hij derde. Van 2015-2017 samen met Joshua Bluhm, in 2020 met Christopher Weber en dit jaar met Eric Franke. Op plaats drie nam de Duitse piloot Hans Peter Hannighofer samen met Christian Röder (wereldkampioenen bij de junioren in 2021) plaats, beiden stonden hier voor het eerst.
Viermansbob mannen
In de viermansbob behaalde Francesco Friedrich zijn vierde opeenvolgende wereldtitel. Hij werd hiermee de tweede piloot na zijn landgenoot André Lange die deze prestatie leverde, Lange is recordhouder met vijf titels. Friedrich werd in tweede. De Oostenrijkse piloot Benjamin Maier op plaats twee stond voor het eerst op het erepodium van de viermansbob. In 2016 won hij brons met het landenteam. Johannes Lochner behaalde zijn derde eremetaal in de viermansbob, in 2017 en 2012 werd hij tweede. Daarnaast werd hij nog drie keer wereldkampioen in de landenwedstrijd (2016, 2017 en 2019) en tweede in 2015. De Nederlandse bob met piloot Ivo de Bruin eindigde als zeventiende.
Tweemansbob vrouwen
In de tweemansbob bij de vrouwen behaalde Kaillie Humphries na 2012, 2013 en 2020 haar vierde wereldtitel, elk jaar deed ze dit met een ander bemanningslid, dit jaar met Lolo Jones. In 2020 kwam ze voor het eerst voor de Verenigde Staten uit, de jaren ervoor voor Canada. Met vier titels werd ze alleen recordhoudster, in 2020 evenaarde ze de drie titels die Sandra Kiriasis opeenvolgend in 2005, 2007 en 2008 behaalde. Het was ook de vierde titel voor de Verenigde Staten, Elana Meyers Taylor (deze editie 5e) behaalde de titel in 2015 en 2017. In 2011 (3e) en in 2016 en 2017 (2e) stond Humphries ook op het erepodium. Daarnaast werd ze in de landenwedstrijd in 2008 tweede en in 2011, 2012 en 2013 derde. De Duitse pilote Kim Kalicki (wereldkampioene bij de junioren in 2020) stond voor de  tweede keer op dit erepodium, ook in 2020 werd ze tweede. In 2020 samen met Kira Lipperheide, dit jaar met Ann-Christin Strack die in 2019 ook tweede werd met pilote Stephanie Schneider. De derde positie werd in genomen door de Duitse pilote Laura Nolte en Deborah Levi (wereldkampioenen bij de junioren in 2021) die beiden voor het eerst op dit podium plaats namen.
Monobob vrouwen
Het eerste podium op dit onderdeel bij de wereldkampioenschappen bobsleeën werd gevormd door Kaillie Humphries, Stephanie Schneider en Laura Nolte. Schneider won als remster zilver in 2011 in de landenwedstrijd zilver en brons in 2015  in de tweemansbob. Als pilote won ze zilver in 2017 in de landenwedstrijd en zilver in 2019 in de tweemansbob.

## Programma
| Onderdeel       | 5 februari | 6 februari | 7 februari | 13 februari | 14 februari |
| --------------- | ---------- | ---------- | ---------- | ----------- | ----------- |
| 2-bob vrouwen   | run 1 en 2 | run 3 en 4 |            |             |             |
| 2-bob mannen    |            | run 1 en 2 | run 3 en 4 |             |             |
| monobob vrouwen |            |            |            | run 1 en 2  | run 3 en 4  |
| 4-bob mannen    |            |            |            | run 1 en 2  | run 3 en 4  |

## Medailles
| Onderdeel       | Goud                                                                         | Zilver                                                                | Brons                                                                     |  |
| --------------- | ---------------------------------------------------------------------------- | --------------------------------------------------------------------- | ------------------------------------------------------------------------- |  |
| Tweemansbob (m) | Duitsland Francesco Friedrich Alexander Schüller                             | Duitsland Johannes Lochner Eric Franke                                | Duitsland Hans Peter Hannighofer Christian Röder                          |  |
| Viermansbob (m) | Duitsland Francesco Friedrich Thorsten Margis Alexander Schüller Candy Bauer | Oostenrijk Benjamin Maier Markus Sammer Dănuț Moldovan Kristian Huber | Duitsland Johannes Lochner Christopher Weber Christian Rasp Florian Bauer |  |
|                 |                                                                              |                                                                       |                                                                           |  |
| Monobob (v)     | Kaillie Humphries                                                            | Stephanie Schneider                                                   | Laura Nolte                                                               |  |
| Tweemansbob (v) | Verenigde Staten Kaillie Humphries Lolo Jones                                | Duitsland Kim Kalicki Ann-Christin Strack                             | Duitsland Laura Nolte Deborah Levi                                        |  |

### Medaillespiegel
| Nr.    | Land             | Goud | Zilver | Brons | Totaal |
| ------ | ---------------- | ---- | ------ | ----- | ------ |
| 1      | Duitsland        | 2    | 3      | 4     | 009    |
| 2      | Verenigde Staten | 2    | 0      | 0     | 002    |
| 3      | Oostenrijk       | 0    | 1      | 0     | 001    |
| Totaal | Totaal           | 4    | 4      | 4     | 12     |

## Belgische deelname
| monobob vrouwen | An Vannieuwenhuyse            | 20e (20/23/19/-)  |
| 2-bob vrouwen   | An Vannieuwenhuyse Sara Aerts | 17e (13/14/14/18) |

## Nederlandse deelname
| 2-bob mannen | Ivo de Bruin Janko Franjic                            | 23e (20/21/24/-)  |
| 4-bob mannen | Ivo de Bruin Dennis Veenker Joost Dumas Janko Franjic | 17e (23/20/18/16) |